# Ähtäri
Ähtäri (del sueco: Etseri) es una ciudad y municipio de Finlandia. Se encuentra en Finlandia occidental y también es parte de Ostrobotnia del sur. El municipio dispone de una superficie de 910.88 km² de los cuales 105.05 km² son agua y 805.83 km² de tierra.

## Galería

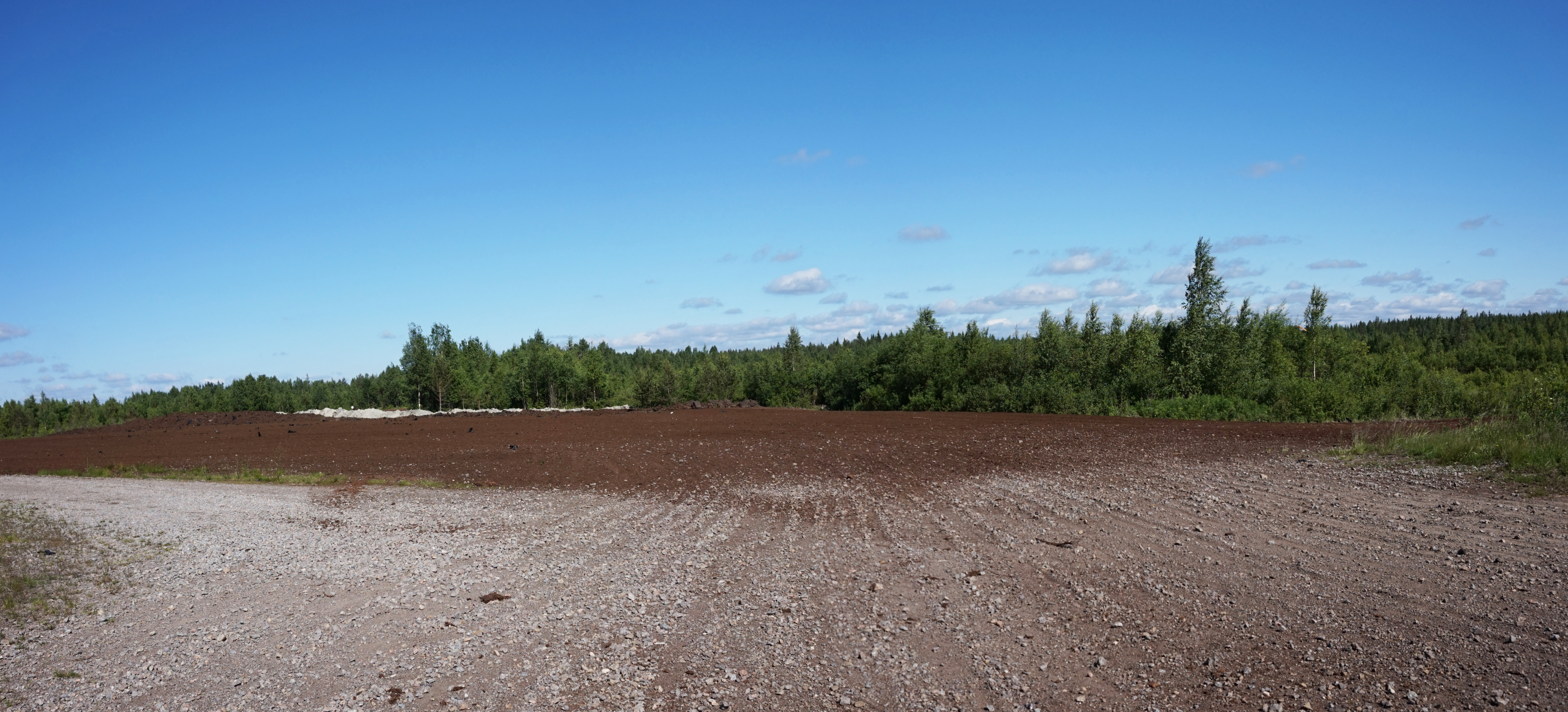
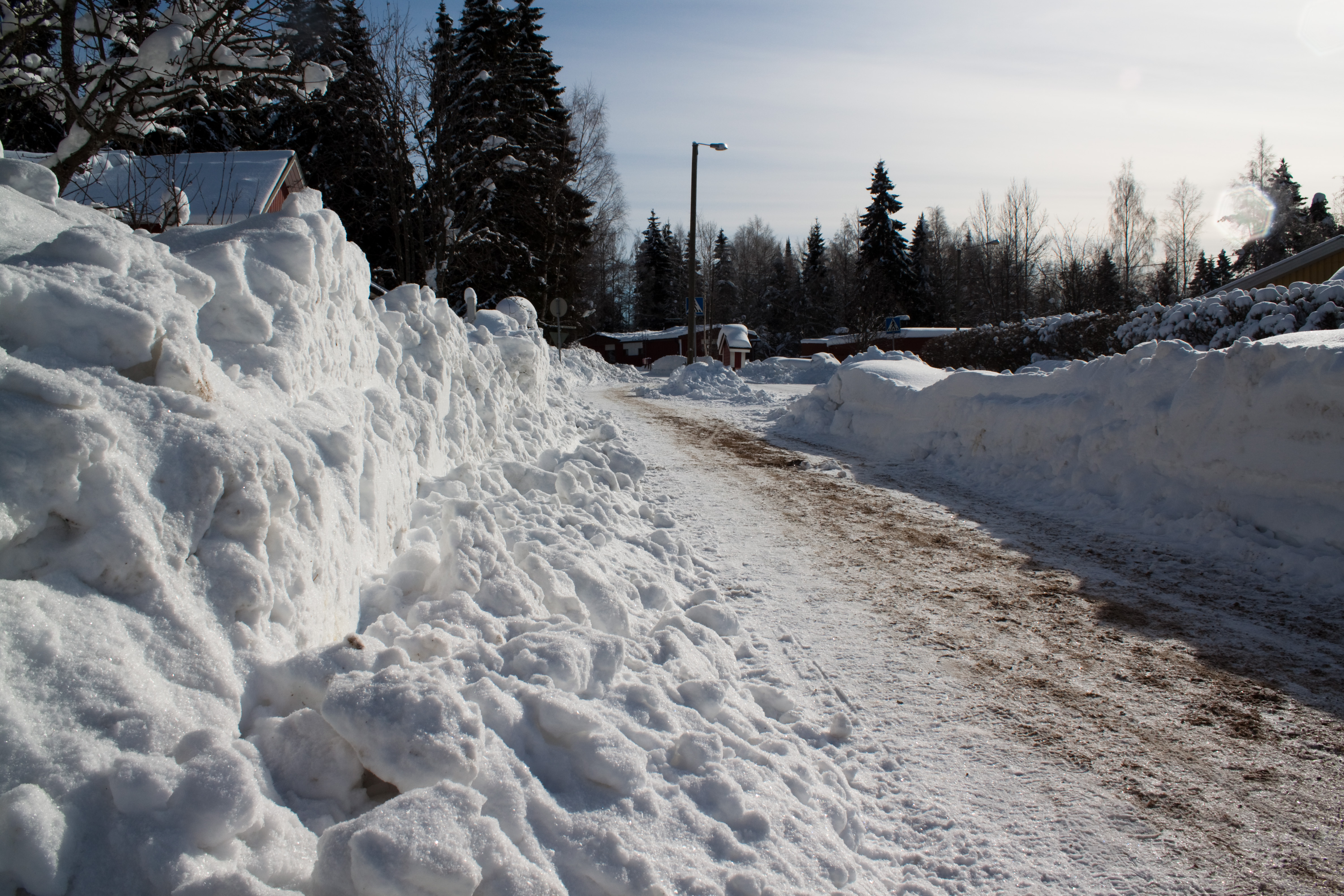
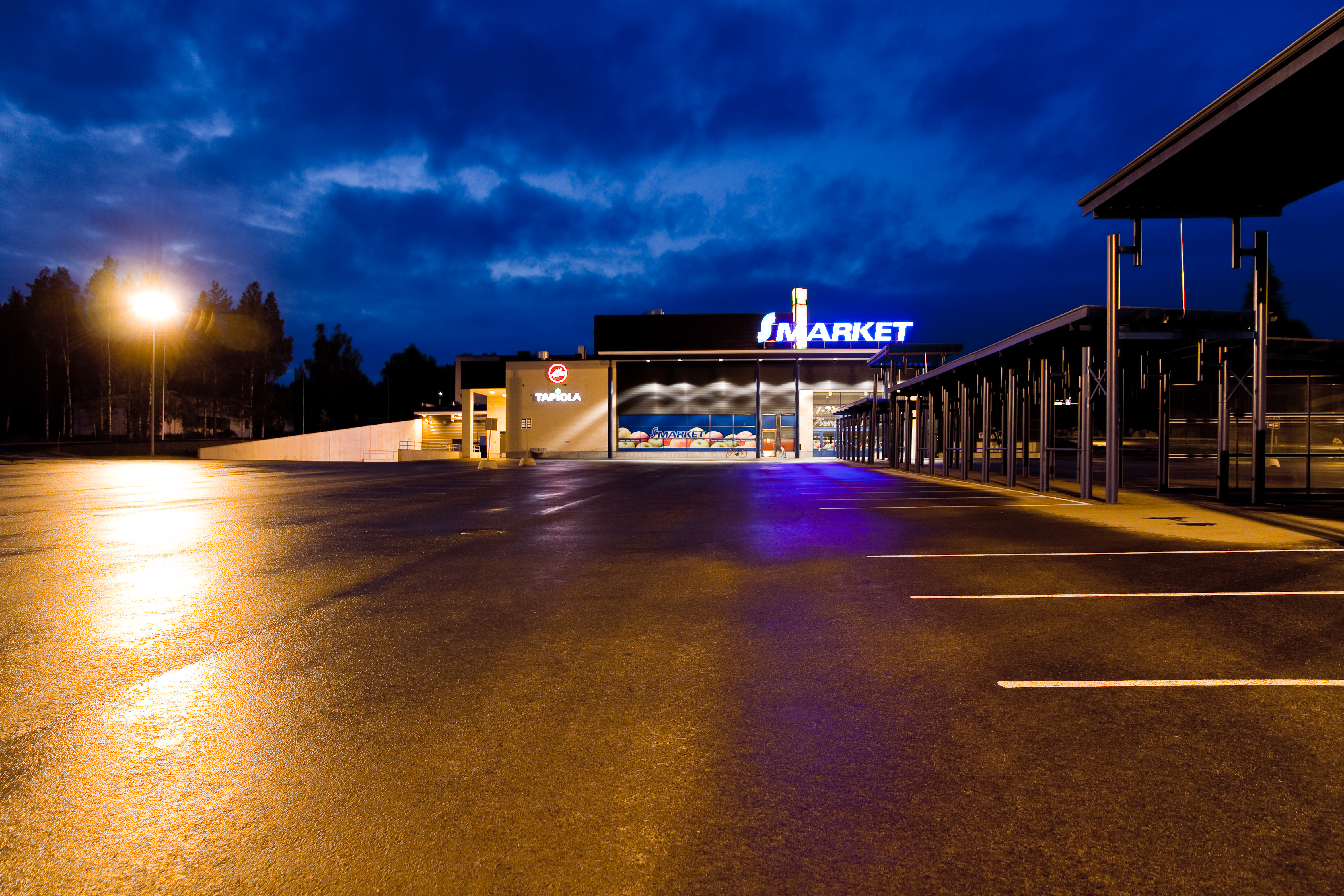
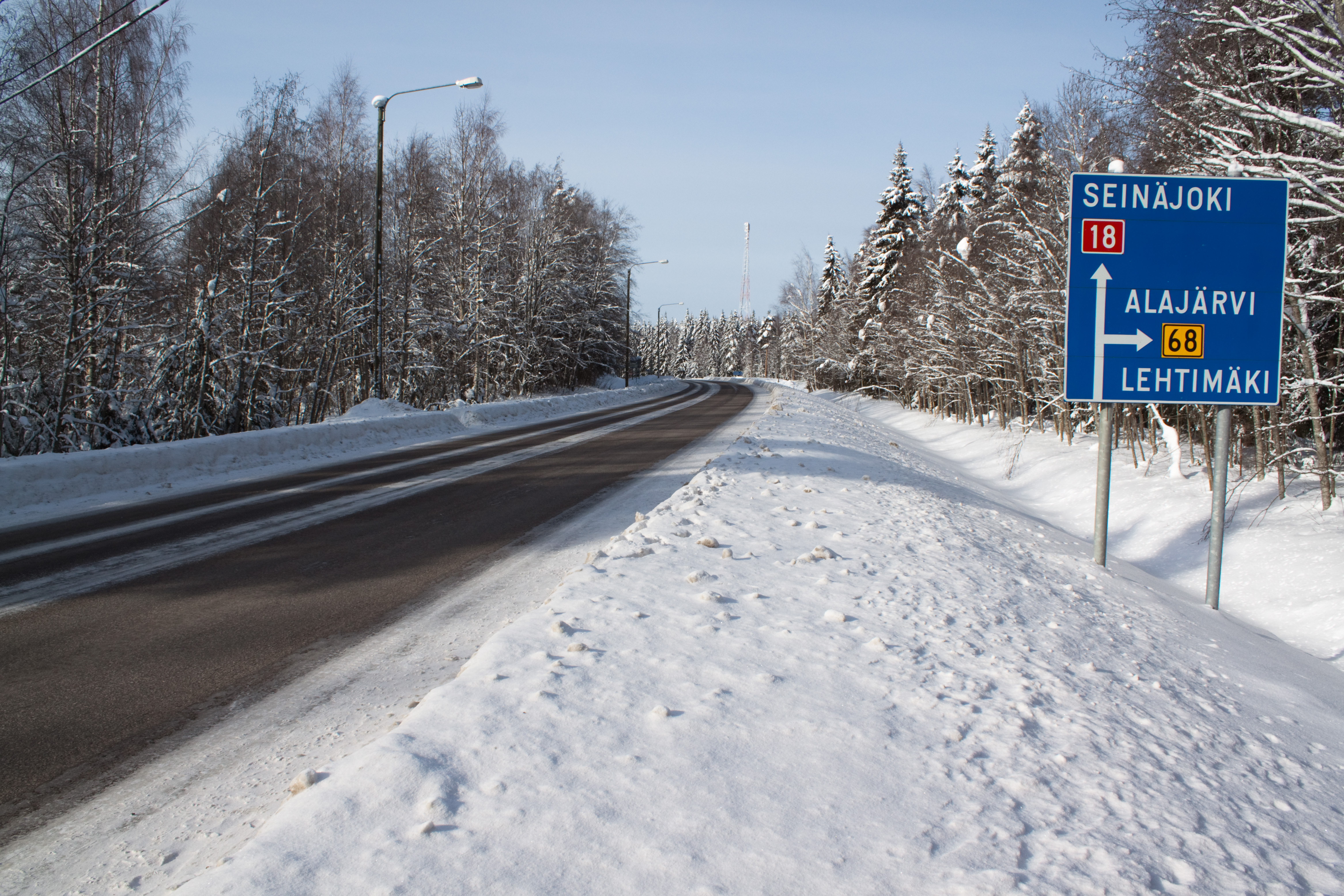
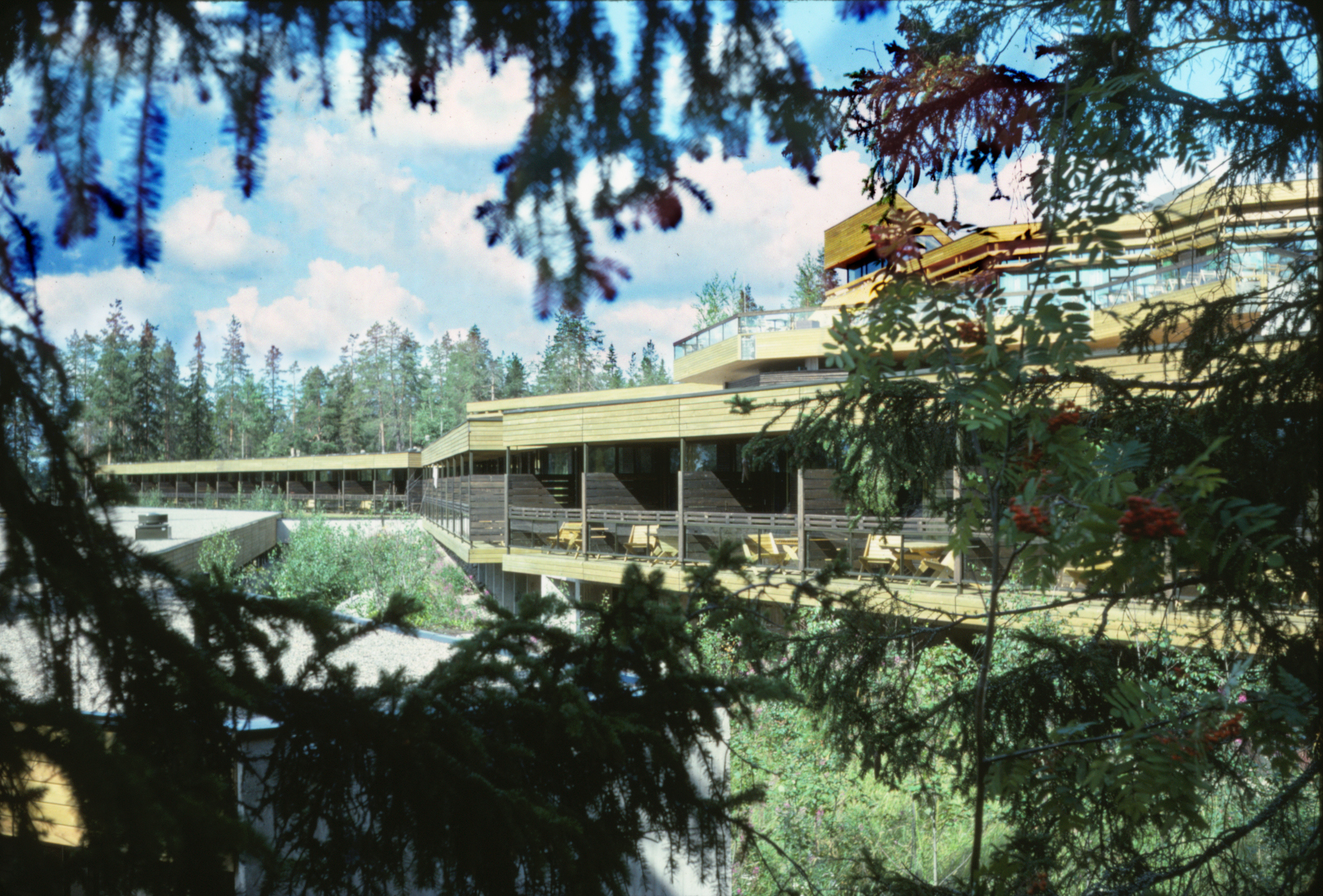

## Demografía
| Gráfica de evolución de Ähtäri entre 1720 y 2020 |
|                                                  |